# Cerkiew Świętej Trójcy i Nowych Męczenników Rosyjskich w Vanves
Cerkiew Świętej Trójcy i Nowych Męczenników Rosyjskich – cerkiew prawosławna w Vanves, przy ulicy Michel-Ange.

## Historia
Parafia prawosławna w Vanves powstała w 1931 z inicjatywy białych emigrantów z Rosji. Jej członkowie zaadaptowali na cerkiew budynek dawnej zajezdni fiakrów. Dopiero w 1971 możliwa była budowa nowego, wolno stojącego obiektu. Konsekracja świątyni miała miejsce w 1993.
Drugie wezwanie – Nowych Męczenników Rosyjskich – cerkiew posiada od 1988, kiedy Rosyjski Kościół Prawosławny poza granicami Rosji rozpoczął proces kanonizacji osób, które straciły życie w ZSRR w prześladowaniach na tle religijnym w latach 20. i 30. XX wieku.

## Architektura
Cerkiew jest jednonawowa, trójdzielna, z pojedynczą cebulastą kopułą malowaną na złoto i zwieńczoną krzyżem. Nad pojedynczym wejściem bez portalu znajduje się mozaika stanowiąca kopię Trójcy Świętej Andrieja Rublowa. Obok drzwi umieszczona jest tablica z informacją o wezwaniu cerkwi w języku francuskim i cerkiewnosłowiańskim. Budynek przylega do sąsiadującego bloku mieszkalnego, jego elewacja nie posiada okien ani dodatkowych ozdób.
W cerkwi znajdują się ikony przywiezione z Rosji przez jej pierwszych parafian, pozostała część jej wyposażenia, w tym współczesny ikonostas, została zakupiona ze składek Rosjan zamieszkałych we Francji.